# Metro Manila
Metro Manila (Filipinski jezik: Kalakhang Maynila, Kamaynilaan) ili Državna glavna regija (filipinski: Pambansang Punong Rehiyon) - gradsko područje koje obuhvaća filipinski glavni grad Manilu i okolno područje.
Sastoji se od 16 gradova: Manila, Caloocan, Las Piñas, Makati, Malabon, Mandaluyong, Marikina, Muntinlupa, Navotas, Pasay, Pasig, Paranaque, Quezon City, San Juan, Taguig, Valenzuela te općinu Pateros.
Regija je političko, ekonomsko, društveno, kulturno i obrazovno središte Filipina. Prema predsjedničkoj uredbi br 940, Metro Manila kao cjelina je sjedište vlade Filipina, dok je Manila glavni grad. Najveći grad je Quezon City, dok je najveći poslovni distrikt "Makati Central Business Distrikt".
Metro Manila je najmnogoljudnija od dvanaest definiranih gradskih područja na Filipinima i 11. većina naseljenih u svijetu. Godine 2010. bilo je 11.855.975 stanovnika, što je 13% stanovništva Filipina. Gustoća stanovništva više je nego dvostruko veća nacionalnoga prosjeka. 
Bruto regionalni proizvod procjenjuje se na 149 milijarde američkih dolara (srpanj 2011.) i čini 33% posto filipinskog BDP-a. [5] Godine 2011., prema PricewaterhouseCoopersu, to je 28. najbogatija urbana aglomeracija u svijetu i 2. najbogatija u Jugoistočnoj Aziji (poslije Singapura).